# Białokosz
Białokosz – wieś w Polsce położona w województwie wielkopolskim, w powiecie międzychodzkim, w gminie Chrzypsko Wielkie.

## Historia
Wieś pierwotnie związana była z Wielkopolską. Ma metrykę średniowieczną i istnieje co najmniej od końca XIII wieku. Wymieniona pierwszy raz w łacińskim dokumencie z 1272 jako „Balochose”, 1278 „Belocosse”, 1282 „Balokosse”, 1295 „Byalekoszy”, 1296 „Balokose”, 1322 „Belkosza”, 1327 „Belabosz”, 1419 „Byalacosch, Byalokosch, Byalokosz, Białochos, Białłokos”, 1423 „Byalekossy”, 1467 „Byalokoze, Byalokoza”, 1508 „Byalakoscz”, 1544 „Białokos”, 1553 „Białokosze”, 1563 „Bialakosz”, 1564 „Bialokosz”, 1577 „Biallokoss, Biallokosch”, 1580 „Białłokosz”
Miejscowość była początkowo wsią szlachecką, a później duchowną należącą do klasztoru dominikanek w Poznaniu. W 1475 leżała w powiecie poznańskim Korony Królestwa Polskiego. W 1411 biskup poznański odłączył wies od parafii Chrzypsko i przyłączył ją do parafii Psarskie
Zapis z 1278 odnotował komesa Szczepana ze starszym bratem komesem Dzierżykrajem z Zycce (osada niezidentyfikowana), którzy sprzedali, komesowi oraz sędziemu ziemi poznańskiemu Mikołajowi, synowi zmarłego komesa oraz wojewody poznańskiego Przedpełka, swoją dziedzinę zwaną Białokosz za 70 grzywien srebra
W 1272 książę wielkopolski Przemysł II nadał dobrom klasztornym dominikanek poznańskich immunitet ekonomiczny i sądowy. Wieś Białokosz nie wchodziła jeszcze wtedy w uposażenie klasztoru. Stało się to w 1282 kiedy do dóbr klasztoru dominikanek w Poznaniu, nadanych przez braci, Wincentego kanclerza dworu książęcego oraz sędziego ziemi poznańskiej Mikołaja, a także podczaszego kaliskiego Mirosława, dodano nowe wsie Donatowo i Grzymisław wraz z bydłem i innym dobytkiem ruchomym. Mikołaj dodał wówczas także wsie: Rościnno w powiecie gnieźnieńskim, Białokosz oraz nie istniejącą obecnie wieś Sokolniki koło Głuszyny wraz z jeziorami i wszystkimi użytkami. W 1296 król polski Przemysł II zatwierdził nadanie Mikołaja wojewody kaliskiego, dla klasztoru dominikanek poznańskich dóbr Rościnno, Białokosz i Sokolniki, oraz zezwolił na ich lokację na prawie niemieckim lub innym.
1327 król polski Władysław Łokietek oznajmił, że po długotrwałym sporze dominikanek w Poznaniu z Wyszakiem z Granowa oraz jego żoną i jej siostrami o dziedzinę Białokosz, sędzia poznański Stanisław z Gryżyny przysądził tę dziedzinę klasztorowi. W 1365 król polski Kazimierz Wielki zwolnił od wszelkich podatków na 12 lat mieszkańców dóbr kościoła św. Katarzyny klasztoru dominikanek w Poznaniu, w tym m.in. we wsi Białokosz.
W początku XV wieku wieś i okolice opisane zostały przy okazji zmiany właściciela sołectwa białokoskiego. W dokumencie z 1419 Katarzyna przeorysza klasztoru dominikanek poznańskich oświadczyła, że bracia Bartłomiej i Marek sołtysi wsi Białokosz kupili od zmarłego kasztelana santockiego Mikołaja, dziedzica w Żydowie oraz dotychczasowego dzierżawcy w Białokoszu, 2 łany roli sołectwa za 20 grzywien. Łany te wcześniej Mikołaj nabył od Małgorzaty i Katarzyny żony zmarłego Piotra Waty. Obie transakcje odbyły się w obecności ławników wiejskich. Nowi sołtysi posiadali już dwa inne łany roli odziedziczone po swoich przodkach, a więc przeorysza zatwierdziła posiadanie przez nich 4 łany wolne ich sołectwa w Białokoszu oraz ogrodu zwanego Wierzbowiec,, który ciągnął się od gruszy aż do rowu oraz dodaje im ostrów pod uprawę roli. Sołtysi otrzymali prawo stawiania jazu w rzece zwanej Nikarz oraz łowienia ryb w jeziorze więcierzami i wędą, ale nie niewodem i przywloką. Dozwolono im na polowania na zwierzynę z wyjątkiem jeleni i saren oraz wszelkiego ptactwa. Kmiecie zamieszkali we wsi mieli korzystać z prawa magdeburskiego i płacić co roku na św. Marcina po trzy ćwiertnie żyta, dwie pszenicy oraz 12 groszy czynszu. W Boże Narodzenie mieli ponadto dawać razem 16 groszy, na Wielkanoc szynkę lub 12 groszy oraz z każdego łanu po jednym serze i 15 jaj, a na Narodzenie NMP po dwie kury. Zagrodnicy mieli dawać po jednej kurze oraz orać 4 razy w roku dla dworu klasztornego. Na sądy gajone sołtysi mieli dawać obiad, a wieśniacy dwa obiady lub za obiad 8 groszy. Sołtysi mogli pobierać 1/3 denara za sądzone spory, zachowując 2/3 denara dla klasztoru. Otrzymali oni także wolne jatki mięsne, piekarskie i szewskie oraz prawo wypasu owiec i kobył w dobrach klasztornych jeśli będzie to bez szkody dla sąsiadów. Po upływie wolnizny sołtysi Białokosza mieli służyć klasztorowi na koniu wartości dwóch kop z tym, że gdy utracą konia w czasie służby wolni będą od niej przez 2 lata, po których postarają się o nowego do tej służby. W wypadku gdy klasztor zabrałby sołtysom konia na własny użytek, mieli zapłacić im za niego, a sołtysi będą od wspomnianej służby uwolnieni. Dokument wymienił także lokalnych kmieci białokoskich pełniących funkcję ławników. Byli to Maciej Strzebel, Vyrzba, Wirzba Piotr Szedlo, Szeidło, Paweł Manczycz, Manzyc.
Wieś odnotowano w historycznych rejestrach poborowych. W 1475 Białokosz zalegał z podatkami. W 1508 miał miejsce pobór z 12 łanów oraz karczmy. W 1509 pobrano podatki z 12 łanów, dwóch łanów sołeckich oraz karczmy. W 1563 pobór odbył się z 11 łanów oraz karczmy, a w 1564 z 12 łanów. W 1577 płatnikiem podatków w Białokoszu był tenutariusz Andrzej Jadamczewski. W 1580 Białokosz był własnością mniszek św. Katarzyny w Poznaniu. Pobrano podatki z 11 łanów, jednego łana opuszczonego, 4 zagrodników, jednego komornika oraz 0,5 karczmy.
W wyniku II rozbioru Rzeczypospolitej w 1793, miejscowość przeszła w posiadanie Prus i jak cała Wielkopolska znalazła się w zaborze pruskim. W okresie Wielkiego Księstwa Poznańskiego (1815-1848) miejscowość należała do wsi większych w ówczesnym pruskim powiecie Międzyrzecz w rejencji poznańskiej. Białokosz należał do okręgu kwileckiego tego powiatu i stanowił odrębny majątek, którego właścicielem był wówczas Massenbach. Według spisu urzędowego z 1837 roku wieś liczyła 181 mieszkańców, którzy zamieszkiwali 20 dymów (domostw).
W latach 1954–1959 wieś należała i była siedzibą władz gromady Białokosz, po jej zniesieniu w gromadzie Chrzypsko Wielkie. W latach 1975–1998 miejscowość administracyjnie należała do województwa poznańskiego.

## Położenie
Białokosz jest położona nad brzegiem jeziora Białokoskiego, w otoczeniu lasów i pól uprawnych, przy drodze znaczenia lokalnego Pniewy – Łężeczki.

## Turystyka
W parku pałacowym nad jeziorem znajduje się kilka starych drzew, m.in. buk czerwonolistny. W parku dwór zbudowany w latach 1804-1805 – obecnie hotel "Pałac Białokosz".
Od początku lat 70. XX w. do 2005 funkcjonował we wsi ośrodek wczasowy „SUM” wybudowany przez KWK 1 Maja z Wodzisławia Śląskiego. W 2015, przejęty przez nowych właścicieli, wznowił działalność.
W pobliżu znajduje się „Dolina Górskiego Potoku” oraz średniowieczne grodzisko.